# Adobe LiveCycle Designer
Adobe LiveCycle Designer, è un software prodotto da Adobe, con cui è possibile creare e inserire oggetti, come pulsanti e moduli compilabili, nei file PDF, creati con Adobe Acrobat. Oltre ai file PDF, lavora anche con file HTML. È possibile anche creare oggetti per i file XML.

## Storia
Il programma, originariamente, faceva parte di un software prodotto da un'altra società poi acquistata da Symantec nel 1995.
Nel 2003, il programma, riprogettato, esordisce sotto il nome di Adobe Forms Designer.
Nel marzo 2004, Adobe rende pubblica la versione 6 del programma compresa nell'installazione di Adobe Acrobat. Questa versione, include il supporto dinamico per la creazione di moduli tramite i server di Adobe, il supporto dei file XML, e l'importazione di elementi da Microsoft Office.
Nel dicembre 2004, Adobe risostituisce il nome del programma, già cambiato nel 2003, chiamandolo Adobe LiveCycle Designer 7, parte della linea di prodotti LiveCycle. Tale versione, aggiunge la creazione di moduli dinamici senza l'ausilio dei server Adobe, oltre ad altre innumerevoli funzioni. Anche dalla versione 7, Adobe LiveCycle Designer, è incluso con Adobe Acrobat (ma solo su Windows XP). Nel dicembre 2005, Adobe presenta la versione 7.1, sotto forma di aggiornamenti per gli utenti della versione 7.0.

## Funzioni
- I moduli possono essere salvati in formato PDF od XDP. Quest'ultimo formato di file è usato dal server di Adobe LiveCycle per trasformare i moduli nei formati PDF o HTML.
- I moduli in formato PDF possono essere progettati per essere dinamici (cambiando il loro layout), o per essere interattivi.
- Il programma, supporta i JavaScript per attivare un cambio del layout di una forma quando si comunica con vari protocolli.

## Limitazioni
- Per visualizzare moduli PDF creati con Adobe LiveCycle Designer è necessario utilizzare Adobe Reader 6 (o versioni successive).
- I moduli creati col programma non possono essere modificati con Adobe Acrobat ma unicamente visualizzati.